# Teleomorfo
El término teleomorfo, (y también) anamorfo, y holomorfo se refieren a partes de los ciclos vitales de los hongos de las divisiones Ascomycota y en Basidiomycota.
- Teleomorfo: estadio reproductivo sexual (morfo), típicamente desarrolla un cuerpo de fructificación
- Anamorfo: estadio reproductivo asexual (morfo). Cuando un hongo solo produce múltiples anamorfos morfológicamente distintivos, se denominan sinanamorfos
- Holomorfo: el hongo completo, incluyendo todas las formas anamorfas y teleomorfas.

## Teleomorfos, anamorfos, y la denominación de los hongos
Los hongos se clasifican primariamente sobre la base de sus estructuras asociadas con la reproducción sexual, que es la que tiende a ser evolutivamente conservada. Sin embargo, muchos hongos se reproducen sólo asexualmente y exitosamente, no siendo fácil de ubicarlos en una clasificación que tiene como base los caracteres sexuales; y también algunos producen tanto estadios asexuales como sexuales. Esas especies difíciles de encajar en esas clasificaciones son miembros frecuentes de Ascomycota, pero también se hallan Basidiomycota. Aún hay hongos que se reproducen tanto sexual como asexualmente, y frecuentemente sólo se les observa un método reproductivo en un punto específico del tiempo o bajo condiciones específicas. Adicionalmente, los hongos crecen típicamente en colonias mixtas donde algunas esporulan y otras no. Así se hace más dificultoso reunir los varios estadios de una misma especie. Al presente el "Artículo 59" del International Code of Botanical Nomenclature permite al micólogo dar nombres separados para las formas asexuales (anamorfos) y las sexuales (teleomorfos). Cuando se tienen ambos nombres específicos para sus estadios anamorfos y teleomorfos del mismo hongo, el holomorfo puede tomar el del teleomorfo, o aún puede bajo algunas circunstancias tomar el nombre anamorfo si subsecuentemente se asocia su nombre con un teleomorfo.
Los hongos que no se les conoce la producción de un teleomorfo históricamente se colocaban en una división artificial: Deuteromycota, también conocido como Fungi Imperfecti, simplemente por conveniencia. Este sistema de nombrado dual puede confundir al novato. Resulta esencial para investigadores en fitopatología, taxónomos, micólogos médicos, y microbiólogos de la alimentación, campos en donde se encuentran las formas asexuales de reproducción comúnmente.